# 721 Табора
721 Табора (721 Tabora) — астероїд головного поясу, відкритий 18 жовтня 1911 року.
Тіссеранів параметр щодо Юпітера — 3,089.